# 島根県道242号益田港線
島根県道242号益田港線（しまねけんどう242ごう ますだこうせん）は、島根県益田市を通る一般県道である。

## 概要
益田港から益田市中島町に至る。

### 路線データ
- 起点：益田市中島町（益田港）
- 終点：益田市中島町（中島町交差点、国道191号交点）
- 総延長：1,527 m

## 歴史
- 1958年（昭和33年）6月13日 - 島根県告示第525号により認定される。
- 1972年（昭和47年）8月1日 - 都道府県道標識導入に伴う島根県の県道番号再編（固定番号制導入）により現行の県道番号に変更される。

## 地理

### 通過する自治体
- 益田市

### 交差する道路
| 交差する道路                | 交差する場所 | 交差する場所        |
| --------------------------- | ------------ | ------------------- |
| 島根県道333号久城インター線 | 中島町       |                     |
| 国道191号                   | 中島町       | 中島町交差点 / 終点 |

### 沿線
- 益田港
- 高津川